# No Creo
"No Creo" je pjesma kolumbijske pjevačice Shakire. Pjesma je objavljena 17. ožujka 1999. godine kao četvrti singl s njenog albuma ¿Dónde Están los Ladrones?. Pjesmu su napisali i producirali Shakira i L.F. Ochoa. Kasnije se pjesma našla na njenom albumu MTV Unplugged. U pjesmi pjeva kako u nikoga ne vjeruje osim u pravu ljubav.

## Uspjeh pjesme
Pjesma "No Creo" se plasirala na devetoj poziciji ljestvice Hot Latin Songs te se držala dvanaest tjedana na toj ljestvici i drugoj poziciji ljestvice Latin Pop Airplay na kojoj se držala šestnaest tjedana.

## Videospot
Za pjesmu "No Creo" je također snimljen spot. Spot počinje sa sobom u kojoj se nalazi Shakira koja skoči s prozora, na travu gdje se nalaze ekscentrični ljudi. Ona prolazi kroz mračne sobe i prosvijede te pliva kroz sobu za pranje rublja. Neke scene se također pojavljuju u spotu za pjesmu "Ciega, Sordomuda".  

## Ljestvice
| Ljestvice (1999.)     | Najviša pozicija |
| --------------------- | ---------------- |
| SAD Hot Latin Songs   | 9                |
| SAD Latin Pop Airplay | 2                |